# Дорогавцев, Михаил Михайлович
Михаил Михайлович Дорогавцев (род. 4 мая 1984, деревня Калинец, Ливенский район, Орловская область, РСФСР, СССР) — российский серийный убийца. Весной 2012 года совершил два убийства женщин с особой жестокостью.

## Биография

### Детство и юность
Михаил Дорогавцев родился 4 мая 1984 года в деревне Калинец Ливенского района Орловской области. Имел младшую сестру. Детские и юношеские годы провёл в социально неблагополучной обстановке. Его отец Михаил Дорогавцев-старший страдал алкогольной зависимостью и проявлял агрессию по отношению к нему и его матери, часто подвергал их физическим нападкам и даже угрожал убить. Жестокость отца сильно повлияла на Дорогавцева, он рос замкнутым и в подростковом возрасте начал демонстрировать признаки расстройства личности. В конечном итоге мать, не выдержав издевательств со стороны мужа, развелась с ним и вышла замуж второй раз, после чего семья перебралась жить в соседнюю деревню Норовка, где Дорогавцев окончил среднюю школу. В силу своей интровертности в школьные годы Дорогавцев был мало популярен среди сверстников и носил статус социального изгоя, вследствие чего интереса к учебному процессу не имел и учился посредственно. После окончания 9 классов школы Дорогавцев поступил в одно из ливенских ПТУ, которое окончил в начале 2000-х годов, однако по освоенной им профессии трудоустраиваться не стал. В 2002 году Дорогавцев был призван на срочную службу в ряды российской армии. В то время на территории Чечни и приграничных регионов Северного Кавказа шли боевые действия и контртеррористические мероприятия в рамках Второй чеченской кампании, и в разгар войны Дорогавцев был отправлен воевать в одну из горячих точек. Впоследствии он заключил военный контракт о прохождении дальнейшей военной службы и последующие несколько лет служил водителем в зоне боевых действий, выполняя работу по перевозке материально-технических средств и личного состава подразделения. На войне непосредственными главнокомандующими Дорогавцев характеризовался крайне положительно. Он отличался высокой исполнительностью и не имел проблем с выполнением поставленных ему боевых задач, однако имел проблемы с коммуникабельностью и характеризовался замкнутым и хладнокровным.
После демобилизации Дорогавцев вернулся в Ливны, где вскоре трудоустроился и недолго проработал надзирателем в местной исправительной колонии со строгими условиям содержания для лиц, ранее отбывавших наказание в виде лишения свободы. Через некоторое время начальством исправительного учреждения вскрылись факты того, что Дорогавцев издевался над заключёнными в вверенном ему блоке камер, подвергая их необоснованным дисциплинарным взысканиям и жестокому обращению, после чего он был уволен. После увольнения Дорогавцев длительное время числился безработным. В конце 2000-х годов Дорогавцев женился на приезжей девушке, в браке родился ребёнок. Вскоре вместе с женой Дорогавцев переехал жить в Кострому, где устроился работать слесарем на ювелирную фабрику «Топаз». Несмотря на переезд, он часто возвращался в Орловскую область, где навещал родственников и жил по несколько дней или недель. В этот период времени Дорогавцев характеризовался положительно. Он не был замечен в проявлении девиантного поведения по отношению к кому-либо, однако отличался тем, что в состоянии алкогольного опьянения становился агрессивным, по словам сестры, вёл себя точно так же, как и отец, вследствие чего в повседневной жизни Дорогавцев воздерживался от употребления алкогольных напитков и основных вредных привычек не имел. В свободное от работы время Дорогавцев вёл уединённый образ жизни, много времени проводил за чтением книг, а также увлекался скандинавской мифологией.

### Убийства

#### Предполагаемое убийство
Со слов Дорогавцева, первое убийство он совершил в возрасте 17 лет в конце декабря 2001 года. В тот день он приехал в Ливны, чтобы отметить с друзьями канун Нового года. После совместного распития спиртного знакомые разошлись, и Дорогавцев, находившийся в состоянии алкогольного опьянения, отправился бродить по городу. На одной из автобусных остановок он встретил женщину средних лет и с ходу предложил ей заняться сексом, а получив грубый отказ, схватил лежащий на дороге булыжник и со всей силы ударил женщину по голове, от чего она скончалась на месте. Поняв, что женщина мертва, Дорогавцев оттащил её труп в недостроенный гараж, расположенный в гаражном кооперативе неподалёку от места убийства, и совершил с безжизненным телом половой акт, после чего скрылся с места происшествия. Наутро труп был найден. Первоначально в убийстве обвинялся муж погибшей, однако впоследствии была установлена его невиновность, и все подозрения с него были сняты. Убийство до сих пор не было раскрыто, хотя, помимо признательных показаний Дорогавцева по этому эпизоду после его ареста за два убийства в 2012 году, была проведена экспертиза, которая показала, что именно он изнасиловал и убил женщину в декабре 2001 года. Несмотря на это, вину Дорогавцева в первом убийстве доказать не удалось, так как в конечном итоге он отказался от своих признаний и из-за халатности следователей и содействия адвоката до суда дело не дошло.

#### Доказанные убийства
26 апреля 2012 года Дорогавцев, проживавший на тот момент с семьёй в Костроме, в очередной раз приехал к родственникам в Ливенский район Орловской области. В тот же день, вечером катаясь на своём автомобиле «Audi-80» по окрестностям, Дорогавцев встретил свою знакомую — 37-летнюю жительницу Норовки Татьяну Бакурову, и в ходе разговора предложил ей провести время за совместным употреблением спиртного, а затем подвезти её до дома. Бакурова согласилась и села в автомобиль к Дорогавцеву. В салоне машины на протяжении нескольких часов они употребляли спиртное, после чего Дорогавцев предложил ей вступить с ним в половую связь, рассчитывая на то, что пьяная попутчица, которая вела распутный образ жизни и сама села к нему в автомобиль, не станет отказывать ему в близости. Однако Бакурова вступить с ним в половой акт отказалась, после чего Дорогавцев разозлился и схватил лежащий между передними сиденьями слесарный молоток. С помощью молотка он нанёс ей удар по голове, после чего сразу вытащил её из машины, бросил на землю и ещё не менее пяти раз ударил молотком по голове, от чего Бакурова потеряла сознание и больше не пыталась оказать сопротивление. Затем Дорогавцев взял из машины нож, оттащил тело женщины в укромное место и с помощью ножа нанёс ей множество колото-резаных ран живота, груди и шеи, от чего женщина скончалась на месте. После совершения убийства Дорогавцев, несмотря на обилие крови и ножевых ранений, совершил с трупом действия сексуального характера, после чего с целью сокрытия улик и следов преступлений спрятал его неподалёку от реки Ливенки, бросив тело в неглубокую могилу и присыпав землёй. У убитой ничего не было похищено. После совершения убийства Дорогавцев не стал уезжать и остался в деревне, где вскоре совершил второе убийство.
5 мая второй доказанной жертвой Дорогавцева стала 35-летняя жительница соседнего села Казанское Оксана Чечёткина, мать троих детей, которая работала в деревенском отделении почты России. 5 мая около двух часов дня Чечёткина взяла сумку, в которой находились 25 тысяч рублей, и отправилась на работу разносить по населённым пунктам Ливенского района пенсию и социальные выплаты. На грунтовой автодороге «Ямские Постоялые Дворы — Казанское» её встретил Дорогавцев, передвигающийся по району на автомобиле. Притормозив, Дорогавцев предложил Чечёткиной бесплатно подвезти её до нужного места, на что она дала согласие и сразу села в автомобиль, расположившись на переднем сиденье. На этот раз Дорогавцев устраивать прелюдий не стал и с ходу предложил Чечёткиной заняться с ним сексом, а получив отказ, стал остервенело наносить ей удары тем же ножом, которым была убита Бакурова. Поначалу он наносил ей удары в салоне автомобиля, однако затем вытащил наружу и продолжил бить ножом на земле. Впоследствии специалисты насчитали на трупе 86 колото-резаных ран, нанесённых в жизненно-важные органы, а также установили, что убийца резал жертву медленно и удары наносил жёстко и глубоко. После совершения убийства Дорогавцев, как и в случае с убийством 37-летней Бакуровой, подвергал окровавленный труп Чечёткиной действиям сексуального характера, а также, с его слов, пил кровь жертвы из ран. Закончив постмортальные манипуляции, Дорогавцев бросил труп в нескольких метрах от места захоронения первой жертвы, прикопав в неглубокой могиле. У убитой Дорогавцев похитил сумку с деньгами, которую в тот день Чечёткина должна была разнести пенсионерам, а также вынул из её ушей золотые серьги и снял с пальца обручальное кольцо, после чего скрылся с места происшествия.

### Арест, следствие и суд
После того, как Оксана Чечёткина не пришла с работы и стало известно, что с двух часов дня её никто не видел, муж Чечёткиной Сергей обратился в полицию и было заведено разыскное дело. В ходе осмотра местности на просёлочной дороге были обнаружены многочисленные лужи крови, после чего оперативники пришли к выводу, что неизвестный сбил Чечёткину на автомобиле и, опасаясь уголовного преследования, спрятал труп. В это же время Дорогавцев вместе с мужем Чечёткиной и несколькими мужчинами из деревни принимал участие в поисках убитой им женщины. Вскоре в ходе опроса местных жителей появился свидетель, который заявил, что 5 мая на автомобильной дороге столкнулся с едущим на огромной скорости автомобилем синего цвета, чуть не попав в ДТП. Свидетель не запомнил номера автомобиля, однако запомнил регион — 44, который принадлежал Костромской области. Тогда следователи начали обходить все дворы в Норовке и в конечном итоге наткнулись на синий автомобиль «Audi-80», который по всем приметам походил на автомобиль предполагаемого преступника. Быстро удалось установить, что «Ауди-80» принадлежит 28-летнему жителю Костромы Михаилу Дорогавцеву, приехавшему в конце апреля в Ливенский район к родственникам, после чего начался его розыск. Тогда же оперативники вспомнили, что Дорогавцев принимал активное участие в поисках Оксаны Чечёткиной. Вскоре Дорогавцева разыскали. Он сразу подтвердил версию оперативников, что случайно сбил насмерть Чечёткину, не совладав с автомобилем, после чего, опасаясь уголовного преследования, положил её труп в багажник, отвёз к реке Ливенке и сбросил в воду. По показаниям Дорогавцева были организованы поиски тела, на которые были брошены силы МЧС. Группа водолазов на протяжении суток исследовала дно реки. В конечном итоге стало ясно, что трупа в реке нет, и пришедшим с новыми вопросами оперативникам Дорогавцев объяснил, что женщину убил и закопал, и согласился показать место захоронения. Рядом с ним была ещё одна могила с уже почерневшим от гнилостных изменений и многочисленных ножевых ранений трупом 37-летней женщины, убитой Дорогавцевым 26 апреля, которую до этого никто не искал из-за распутного образа жизни погибшей. После обнаружения трупов Дорогавцев был подвергнут аресту. Сразу после ареста он подробно описал и впоследствии показал на следственных экспериментах, как убивал жертв. Вскоре в доме Дорогавцева в Норовке был проведён обыск, в ходе которого в асбестовой трубе в хозяйственной пристройке домовладения были обнаружены украшения убитой Чечёткиной, а осмотр машины обнаружил в салоне следы крови. В ходе следствия Дорогавцев симулировал психическое расстройство, часто повторяя, что убийства женщин он совершал из-за скандинавского бога Одина и его жены Фрейи, голоса которых звучали в его голове, приказывая убивать женщин за дерзость в отношении мужчин. Учитывая тяжёлое детство Дорогавцева, следователи поначалу посчитали, что Дорогавцев действительно психически болен, так как в его доме была обнаружена тетрадь с различными рунами, магическими символами и порядками жертвоприношений. Однако в октябре 2012 года он был направлен на судебно-психиатрическую экспертизу в город Курск, по результатам которой он был признан абсолютно вменяемым.
В то же время Дорогавцев сознался в убийстве, совершённом в декабре 2001 года. По его показаниям был проведён анализ ДНК спермы, обнаружённой на трупе убитой за десять лет до этого женщины, который показал, что это убийство действительно совершил Дорогавцев, однако впоследствии он отказался от признаний и заявил, что дал показания после психического и физического насилия со стороны оперативников. Доказать причастность Дорогавцева к этому убийству в конечном итоге не удалось.
По итогам следствия Дорогавцеву инкриминировались: ст. 105 УК РФ п.п. "а", "д" (убийство двух и более лиц, совершённое с особой жестокостью), ст. 244 ч.1 (надругательство над телами умерших и местами их захоронения), ст. 158 ч. 2 п. "в" (кража с причинением значительного ущерба гражданину). В январе 2013 года уголовное дело было передано в суд. 23 мая 2013 года Орловский областной суд признал Дорогавцева виновным по всем пунктам обвинения и назначил ему уголовное наказание в виде 21 лишения свободы в колонии строгого режима с последующим ограничением свободы на полтора года. Дорогавцев подал апелляционную жалобу на приговор в Верховный суд РФ, который 7 августа 2013 года оставил приговор без изменений.

## В массовой культуре
- Документальный фильм «Деревенский душегуб» из цикла «По следу монстра» (2021)